# Louis de l'Isle
Pour les articles homonymes, voir L'Isle.
Louis de l'Isle de la Croyère, né en 1685 à Paris et mort le 10 octobre 1741 au Port Saint-Pierre-et-Saint-Paul du Kamtchatka, est un astronome français qui se mit au service de l'Empire russe et devint académicien de l'Académie impériale des sciences de Saint-Pétersbourg.

## Biographie
Louis de l'Isle est le fils du géographe et historien Claude Delisle (1644-1720) et le demi-frère du cartographe Guillaume Delisle (1675-1726). Il est invité en Russie en février 1726 par son frère Nicolas (1688-1768) arrivé l'année précédente comme directeur du département de cartographie de l'Académie impériale des sciences. Louis de l'Isle est nommé professeur d'astronomie et académicien extraordinaire en janvier 1727.
Il est nommé à la tête de la première expédition astronomique et géodésique du Nord de la Russie européenne. Il fait ainsi des observations dans la région d'Arkhangelsk et de la péninsule de Kola (1727-1729). Ses journaux de voyage rapportent les premières coordonnées géographiques de plusieurs points des rives de la mer Blanche.
En juillet 1732, il est envoyé en qualité de géographe et d'astronome à la deuxième expédition du Kamtchatka qui traverse la Sibérie pour se rendre en Extrême-Orient russe. Selon les remarques de Gerhard Friedrich Müller et de Johann Georg Gmelin ses observations ne sont pas entièrement satisfaisantes, ce qui entraîne des controverses à l'Académie. En 1737, le professeur de l'Isle se sépare de ses collègues à Iakoutsk et continue vers le Kamtchatka qu'il étudie et parcourt avec Georg Wilhelm Steller.
Il visite les côtes nord-américaines du Pacifique (actuel Alaska et ouest du Canada) à bord du deux-mâts Saint-Paul-Apôtre du capitaine Tchirikov, mais il meurt du scorbut le jour du retour du navire au Port Saint-Pierre-et-Saint-Paul à l'embouchure de l'Avatcha, dans la chaloupe qui l'amenait à terre. Il est enterré à la petite forteresse Saint-Pierre-et-Saint-Paul.